# Alicia Thompson (tay đua xe đạp)
Alicia Thompson (sinh ngày 8 tháng 4 năm 1981) là một tay đua xe đạp chuyên nghiệp người Belize. Năm 2016, cô là Quán quân Thử thách Thời gian Quốc gia.

## Kết quả chính
2008
2nd National Road Race Championships
2009
3rd National Road Race Championships
2010
National Road Championships
2nd Road Race
2nd Time Trial
2014
3rd National Time Trial Championships
2015
National Road Championships
1st Time Trial
3rd Road Race
2016
1st National Time Trial Championships
2017
1st National Time Trial Championships